# Hans Joachim Wiehler
Hans Joachim Wiehler (* 8. Juli 1930 in Klettendorf, Kreis Marienburg, Westpreußen; † 2003) war ein deutschamerikanischer Botaniker und mennonitischer Pastor. Sein botanisches Autorenkürzel lautet „Wiehler“.

## Leben und Wirken

### Kindheit
Wiehler stammt aus der Mennoniten-Familie Wiehler, deren Vorfahren in den 1640er Jahren aus der Schweiz als Religionsflüchtlinge emigrierten. Unter anderem siedelten Familienmitglieder im Weichseldelta an. Seine Eltern Alfred und Hedwig Wiehler (* 1907) besaßen eine sehr große Landwirtschaft in Klettendorf und waren dadurch wohlhabend. Alfred Wiehler züchtete Pferde und Vieh und beschäftigte 14 Arbeiter an seinem Gut. Er war auch Bürgermeister von Klettendorf.
Hans Joachim Wiehler wurde als ältester von drei Brüdern in Klettendorf geboren. Er besuchte von 1937 bis 1942 die Grundschule in Klettendorf, danach ging er von 1942 bis Januar 1945 auf das Winrich-von-Knipprode-Gymnasium in Marienburg.
Sein Vater Alfred wurde im Zweiten Weltkrieg zum Kriegsdienst eingezogen, durfte jedoch zunächst auf seiner Landwirtschaft bleiben, da das deutsche Militär Pferde und Landwirtschaftsprodukte benötigte. Im November 1944 wurde er doch eingezogen und starb in einem sowjetischen Kriegsgefangenenlager in Budapest März 1945, was seine überlebenden Familienangehörigen jedoch erst 1955 erfuhren.

### Flucht
Im Winter 1944 drangen die sowjetischen Truppen, die nach der Zurückschlagung von Hitlers Russland-Offensive zur Gegenoffensive übergingen, bereits so nahe an Klettendorf vor, dass der Kanonendonner hörbar war. Praktisch über Nacht bereitete Hedwig die Flucht vor den sowjetischen Truppen vor. Die Flucht begann am 24. Januar 1945. Vier der 14 Angestellten, die alle vier aus der Ukraine stammten, darunter der Vorarbeiter Krüger, begleiteten den Flüchtlingstreck, während die 10 anderen Angestellten sich für das Bleiben in Klettendorf entschieden und das Gut übernahmen. Hans und seine Mutter kamen in einem Pferdewagen zusammen mit neun weiteren Personen unter, in einem zweiten Wagen befanden sich acht Personen; dazu kam ein dritter Versorgungswagen. Die Straßen waren teils durch Eisglätte, teils wegen tiefen Schnees schwer passierbar und durch den anschwellenden Strom an Flüchtlingen überfüllt. In der Nacht des 27. Januar 1945 herrschten −25 °C Frost; Krüger musste Alfred Wiehlers Lieblingspferd – ein Reitpferd, das den Strapazen als Zugtier nicht standhielt – erschießen. Am 30. Januar starb Krügers Großmutter und wurde im Graben am Straßenrand begraben.
Am 8. Februar trennte sich Hedwigs Schwester Käthe mit den beiden jüngeren Brüdern von Hans, Reinhard (9) und Frank (3), von der Karawane, um ihnen einen schnelleren Fluchtweg nach Westen mit einem Lastwagen zu ermöglichen. Hedwig und ihr ältester Sohn Hans blieben im Treck, obwohl sie unter hohem Fieber und Durchfall litten. Am 8. März ermöglichten SS-Soldaten Hedwig eine Fahrt mit Hans in einer Ambulanz nach Westen. Da Hedwig ihre beiden anderen Söhne zu finden hoffte, willigte sie ein; die Karawanenführung übernahm Krüger. Die Ambulanz setzte nach relativ kurzer Fahrt mitten in der Nacht Hedwig und Hans vorzeitig in Lauenburg ab. Zivilisten wie Soldaten waren nun auf der panischen Flucht vor den sowjetischen Truppen. Hedwig und Hans schlugen sich bis nach Gotenhafen an der Küste der Danziger Bucht durch, wo sie zusammen mit etwa 500 anderen Flüchtlingen an Bord eines Torpedobootes gingen, das in Richtung Norddeutschland oder Dänemark ablegte. Nach zwei Stunden Fahrt wurde das Boot vom Torpedo eines sowjetischen U-Bootes schwer getroffen und begann zu sinken. Hedwig ergriff Rettungsringe und sprang mit Hans ins Wasser. Von einem Rettungsboot aufgenommen, wurden sie nach Gotenhafen zurückgebracht. Am 18. März konnten sie an Bord eines umgebauten Minenabwehrfahrzeugs gehen, das im von der britischen Royal Air Force zerbombten Swinemünde anlegte. Glücklicherweise hatte Hedwig noch ihr Rationsbüchlein bei sich, so dass sie etwas zu essen bekam.
Im April 1945 fanden die beiden mit Hedwigs Schwester Käthe und mit Hans’ Brüdern Reinhard und Frank zusammen. Sie flohen weiter mit dem Zug, der von alliierten Fliegern angegriffen wurde, nach Mirow nördlich von Berlin. Sie setzten die Flucht fort über Wittenberg und Hamburg nach Glückstadt, wo sie in einem Flüchtlingscamp unterkamen. Einen Monat später war der Krieg zu Ende.

### Nachkriegszeit und theologische Laufbahn
Die Familie zog im September 1945 nach Oldendorf, einem kleinen Ort etwa 40 Kilometer südlich von Hannover. Ab Frühjahr 1946 ging Hans wieder zur Schule; er besuchte das 30 Kilometer entfernte Scharnhorstgymnasium in Hildesheim. Seine Mutter Hedwig, die notgedrungen ihre Kinder alleinerziehen musste, war krank und hatte deshalb kein Einkommen. Zum Lebensunterhalt in der Not trugen die Kinder bei, die Kohle oder Holz beispielsweise von Zügen entwendeten. Lebensmittel waren so knapp, dass Hans während der Erntezeit zur Bewachung im gepachteten Gartengrundstück übernachtete. Später im Jahr 1946 setzten Hilfslieferungen mit CARE-Paketen von nordamerikanischen Mennoniten ein. Den darin enthaltenen Kaffee verkaufte die Familie auf dem Schwarzmarkt. 1948 wurde Hans in der Mennonitengemeinde von Göttingen getauft. Er engagierte sich bei der Organisation von Jugendcamps, die von den mennonitischen Kirchen aus Nordamerika unterstützt wurden. 1950 schloss er die Schule mit dem Abitur ab.
Hans Wiehler stand vor der Wahl zwischen zwei Berufsmöglichkeiten: Die erste war, eine Berufsausbildung an einer Pflanzensamenzuchtanstalt des Max-Planck-Instituts zu beginnen, die ihm das Botanikstudium an der Universität Göttingen ermöglicht hätte. Die zweite Möglichkeit bestand darin, für ein Jahr als Austauschstudent mit einem Stipendium Theologie am Eastern Mennonite College in Harrisonburg, Virginia in den USA zu studieren. Wiehler wählte letztere Möglichkeit. Er blieb ein Semester am Eastern Mennonite College; danach wechselte er an das Goshen College (Mennonite College) in Goshen, Indiana. Nach einem Jahr in den USA – sein Austauschstipendium war ausgelaufen – kehrte Wiehler 1951 nach Oldendorf zurück.
Hier arbeitete er als Jugendpastor der Hamburger Mennonitenkirche in der Mennonitenjugend von Norddeutschland. 1953 kehrte er in die USA zurück, wo er ein Junior Year am Eastern Mennonite College in Harrison, Virginia verbrachte. Danach wechselte er wieder an das Goshen College, wo er 1954 den Bachelor of Arts im Bibelstudium erhielt. 1956 verlieh ihm das Goshen Biblical Seminary den Bachelor of Divinity.
Wiehler schloss sich der Bruderhof-Gemeinschaft, einer christlichen Lebensgemeinschaft, in Rifton, New York an, wo er seine spätere Frau Anne Gale (* 22. Juli 1931 in Carver, Minnesota) kennenlernte. Die beiden heirateten am 12. Oktober 1958; sie zogen nach Deer Spring und danach nach New Meadow Run in Pennsylvania, wo sie in der dortigen Bruderhof-Gemeinschaft lebten. Ein erstes Kind der beiden namens Dirk (* 1959) starb bereits im Geburtsjahr. Die beiden hatten danach vier Kinder: Johanna (* 1960), Simeon (* 1962), Maria (* 1964) und Daniel (* 1966).
An der Bruderhof-Kommune gab Wiehler Kurse in Sozialkunde, Deutsch, Biologie und Kunst auf Schulniveau.

### Botanische Laufbahn
1965 verließ Wiehler den Bruderhof von New Meadow Run und seine Familie, um ein neues Leben zu beginnen. Er arbeitete einige Monate in einem nahegelegenen Gewächshaus. Im September 1966 wurde er Student der Botanik an der Cornell-Universität in Ithaca, New York, wo er ein volles Stipendium erhielt, da er keine eigenen Mittel besaß. Er wurde Forschungsassistent an den Cornell Plantations und teaching assistant am LH Bailey Herbitorium. Dort nahm er seine Forschungen an der Pflanzenfamilie der Gesneriengewächse (Gesneriaceae) auf, die den botanischen Schwerpunkt seines weiteren Lebens bilden sollten. Wiehler erhielt den Bachelor und den Master-Grad an der Cornell-Universität. Seine Dissertation trägt den Titel „Studies in the Morphology of Leaf Epidermis, in Vasculature of Node and Petiole, and in Intergeneric Hybridization in the Gesneriaceae-Gesnerioideae“.
Danach arbeitete Wiehler daran, den Ph.D. in Botanik zu erhalten. Hierzu studierte er bei Calaway Dodson, einem angesehenen Orchideenforscher, an der Universität Miami. Im Frühjahr 1973 wurde Dodson Direktor der neuen Marie Selby Botanical Gardens in Sarasota, Florida, er überzeugte Wiehler, ihm dorthin zu folgen. Zwei Umzugs-Lastwägen waren nötig, um die von Wiehler während seiner Zeit an der Cornell-Universität gesammelten Pflanzen – lebende wie Herbarbelege – aufzunehmen. Im Mai 1979 erhielt Wiehler den Doctor of Philosophy von der Universität Miami; seine Dissertation trägt den Titel Generic Delimitation in a New Classification of the Neotropical Gesneriaceae. Zusammenfassend äußerte er sich in dieser Arbeit wie folgt:

“Previous classifications of the American Gesneriaceae were long outdated.”

„Frühere Klassifikationen der amerikanischen Gesneriengewächse sind seit langem veraltet.“

Seinen eigenen Forschungsbeitrag mit dieser Arbeit fasste er darin wie folgt zusammen:

“This revision contains a new subfamily, a new tribe, and several new genera, as well as new tribal and generic re-alignments.”

„Diese Revision enthält eine neue Unterfamilie, eine neue Tribus und mehrere neue Gattungen sowie korrigierte Tribus- und Gattungszugehörigkeiten.“

Sein westpreußisches Heimatdorf Klettendorf sah Wiehler ein einziges Mal, als Tourist im Sommer 1991, wieder. Er starb im Jahr 2003.